# Обухівський Валерій Вікторович
Валерій Вікторович Обухівський (нар. 20 лютого 1954, с. Бишів, Макарівський район, тепер — Фастівського району, Київська область) — український історик, краєзнавець та громадський діяч. Член Національної Спілки краєзнавців України, засновник і керівник Бишівського історико-краєзнавчого музею, Відмінник народної освіти (1987).

## Біографія
Народився у селі Бишеві (тепер — Фастівського району) Київської області, є вихованцем місцевої школи. В 1980 році закінчив історичний факультет Київського державного університету імені Тараса Шевченка. Працював науковим співробітником в Державному історичному музеї. В 1983 році створив і по сьогоднішній день очолює Бишівський історико-краєзнавчий музей, який сертифікований Міністерством освіти та науки України та має звання «Зразковий».
В. Обухівський працює вчителем-методистом історії в Бишівській ЗОШ I—III ступенів. Учасник 6-го з'їзду дослідників голодоморів (керівник — Левко Лук'яненко). Делегат V з'їзду вчителів Української РСР (травень 1987 року) та І Всеукраїнського з'їзду вчителів та працівників освіти (квітень 1992 року). Кілька років поспіль працював по програмі Міністерства освіти «Викладання Голокосту в середній школі», учасник п'яти Міжнародних конференцій з цієї проблематики, стажувався та отримав диплом в Міжнародному інституті Яд Вашем в м. Єрусалим, Ізраїль.
Досліджує історію рідного краю, невідомі та замовчувані факти, зокрема, визвольного руху, репресій, захоплюється археологією, військовою реконструкцією, керує пошуковою групою по виявленню та встановленню імен воїнів та розшуку їх родичів. Брав участь в обласній конференції Центру творчості дітей та юнацтва з питань патріотичного виховання молодого покоління у м. Вишгороді, конференції «Збережемо пам'ять про подвиг», семінарі в музеї-меморіалі «Лютізький плацдарм» с. Нові Петрівці, республіканському фестивалі «Мій
рідний край», що проводився на території Києво-Печерської лаври.

## Громадська діяльність
Валерій Обухівський — позаштатний кореспондент газети «Макарівські вісті» з 1980-х років. Його статті — про відродження духовності, культури, історичної пам'яті народу. Зокрема, «Замулені джерела», «Ми всі твої діти, моє рідне село», «Історія — великий навчитель», «Моряк трьох флотів», «Життя минає, а пам'ять нетлінна», «Вони були першими», «І в пам'яті і в серці», «На святій землі», «Плекаймо історичні скарби рідного краю», «Лицар волі», «На прикладах історії», «Соловки: далекі і близькі» та багато інших. На початку 1990-х разом з однодумцями започаткував святкування Дня села в Бишеві (храмове свято) та відродження Покровської церкви. Ініціатор відзначення 500-річчя села Бишева.
Валерій Вікторович в складі української делегації двічі брав участь в днях Пам'яті жертв політичних репресій, що проводились в Республіці Карелія та на Соловецьких островах (Біле море).
Член Українського геральдичного товариства (2009), громадської організації «Товариство ветеранів розвідки ВМФ» (2010), Українського фонду пошуку «Пам'ять» (історико-пошуковий загін ім. Д. Погодіна) 2011, Національної спілки краєзнавців України (2011), Київського військово-історичного товариства та «Наша Спадщина» (2012). Також є автором символіки (герб, прапор) Макарівського району та села Бишева.

## Основні публікації
Співавтор краєзнавчої літератури:
- Нариси з історії Макарівського району: До 15-ї річниці Незалежності України / Ащенко Н. В., Букет Є. В., Нетреба Д. С., Обухівський В. В. та ін.; Упоряд. Букет Є. В. — Київ : Логос, 2006. — 416 с. — ISBN 966-581-815-5.
- Макарівський район. 85 років. Презентаційний збірник / Ащенко Н. В., Букет Є. В., Нетреба Д. С., Обухівський В. В. та ін.; Упоряд. Букет Є. В. — Київ : Український видавничий консорціум, 2008. — 64 с. — ISBN 978-966-8189-66-1.
- В. В. Обухівський. Село Бишів. До складу Бишівської сільської ради входять села Горобіївка, Лупське, Ферма // Міста і села України. Київщина: історико-краєзнавчі нариси / Болгов В., Присяжнюк А. — Київ : Український видавничий консорціум, 2011. — Т. 2. — С. 27—28. — ISBN 978-966-1641-31-9.
- Огорнутий чарівною красою / поетична збірка до 500-річчя Бишева. — К., 2009. — 44 с.
- Голодомор 1932–1933 років. Макарівщина пам'ятає. — К., 2012. — 492 с.
- Питання соціальної взаємодії молоді і ветеранів. — К., 2012. — 119 с.
- Обухівський В. З історії діяльності Бишівської підпільно-диверсійної організації. // Макарівські історико-краєзнавчі читання: збірник текстів виступів на історико-краєзнавчій конференції (смт Макарів Київської області 25 листопада 2011) — Київ: Видававець О. В. Пугач, 2012. — ISBN 978-966-8359-10-1.